# Radek Bagár mladší
Radek Bagár (* 23. září 2004 Brno) je český pianista, vzdálený příbuzný zpěvačky Moniky Bagárové.
Narodil se 23. září 2004 v Brně. Jeho otcem je Radek Bagár starší, jazzový pianista a skladatel. Od svých 6 let začal hrát na klavír, navštěvoval Základní uměleckou školu J. Kvapila v Brně ve třídě profesorky Jeleny Kapituly. Již v roce 2013, jako devítiletý, třikrát koncertoval s Filharmonií Brno. Do roku 2016 stihl účinkovat také na Slovensku, v Polsku, Rakousku, Itálii. Vystupoval i v České televizi a pořídil nahrávky pro Český rozhlas. Od září 2016 se stal studentem přípravného studia pro talentované děti ve třídě profesorky Ludmily Satz na Universität für Musik und darstellende Kunst v rakouském Grazu. Účinkoval na akcích Muzea romské kultury a účastnil se i festivalu Maraton hudby. V dubnu 2020 hrál s Českou filharmonií, Idou Kelarovou a dalšími sólisty u příležitosti Mezinárodního dne romů v Pražské křižovatce.

## Úspěchy a ocenění
- 2012: vyhrál Prague Junior Note[2][3]
- 2013: zúčastnil se festivalu Mozartovy děti[7] a projektu „Dva hlasy – dva světy – dvě kultury“ s Idou Kelarovou[2][4]
- 2012[8], 2014[9] a 2015[10]: obdržel první cenu v mezinárodní soutěži mladých klavíristů do 11 let Amadeus[1] (v roce 2013 skončil druhý[11])
- 2016: získal první cenu v klavírní soutěži Beethovenovy Teplice[1]